# Jazz In The Garden
Albums de The Stanley Clarke Trio
The Toys of Men
(2003) The Stanley Clarke Band
(2010)
Jazz In The Garden  est un album du contrebassiste de jazz Stanley Clarke et de son trio composé aussi de la pianiste Hiromi et du batteur Lenny White. Il est paru en 2009 sous le label Heads Up.

## Présentation
L'album contient trois titres originaux de Stanley Clarke: "Paradigm Shift (Election Day 2008)", écrit pour célébrer la première élection de Barack Obama comme président des États-Unis, "3 Wrong Notes" et "Bass Folk Song No 5 and 6"

Hiromi Uehara a composé "Sicilian Blue" et "Brain Training" influencé par Thelonious Monk. Elle interprète aussi "Sicilian Blue" sur son propre album Place To Be sorti en 2010. Elle adapte une chanson traditionnelle japonaise "Sakura Sakura" et improvise sur "Global Tweak" avec Stanley Clarke.
"Under the Bridge" est une chanson du groupe de rock californien Red Hot Chili Peppers.
"Take the Coltrane" et "Isotope" sont des reprises respectivement de Duke Ellington et Joe Henderson, alors que "Someday My Prince Will Come" est chanson d'un film de Walt Disney qui avait été largement remaniée par Miles Davis.

## Titres
1. Paradigm Shift (Election Day 2008) (Clarke) (7:42)
2. Sakura Sakura (traditionnel) (5:30)
3. Sicilian Blue (Hiromi) (4:48)
4. Take the Coltrane (Ellington) (3:29)
5. 3 Wrong Notes (Clarke) (5:46)
6. Someday My Prince Will Come (Churchill, Morey) (4:52)
7. Isotope (Joe Henderson) (5:27)
8. Bass Folk Song No. 5 & 6 (Clarke) (4:01)
9. Global Tweak (Clarke, Hiromi) (3:42)
10. Solar (Davis) (5:12)
11. Brain Training (Hiromi) (4:52)
12. Under the Bridge (Balzary, Kiedis, Smith, Frusciante) (5:30)

## Musiciens
- Stanley Clarke - contrebasse
- Hiromi Uehara - piano
- Lenny White - batterie